# 东施泰因贝克
东施泰因贝克是德国石勒苏益格－荷尔斯泰因州的一个市镇。总面积11.37平方公里，总人口8662人，其中男性4236人，女性4426人（2011年12月31日），人口密度762人/平方公里。